# العلاقات الباكستانية التونسية
العلاقات الباكستانية التونسية هي العلاقات الثنائية التي تجمع بين باكستان وتونس.

## مقارنة بين البلدين
هذه مقارنة عامة ومرجعية للدولتين:
| وجه المقارنة                                              | باكستان                     | تونس                                       |
| --------------------------------------------------------- | --------------------------- | ------------------------------------------ |
| المساحة (كم2)                                             | 881.91 ألف                  | 163.61 ألف                                 |
| عدد السكان (نسمة)                                         | 197.02 مليون                | 11.53 مليون                                |
| الكثافة السكانية (ن./كم²)                                 | 223.4                       | 70.47                                      |
| العاصمة                                                   | إسلام آباد                  | تونس                                       |
| اللغة الرسمية                                             | لغة إنجليزية، اللغة الأردية | اللغة العربية                              |
| العملة                                                    | روبية باكستانية             | دينار تونسي                                |
| الناتج المحلي الإجمالي (بليون دولار)                      | 304.95 مليار                | 40.26 مليار                                |
| الناتج المحلي الإجمالي (تعادل القوة الشرائية) بليون دولار | 946.67 مليار                | 129.05 مليار                               |
| الناتج المحلي الإجمالي الاسمي للفرد دولار أمريكي          | 1.43 ألف                    | 3.87 ألف                                   |
| الناتج المحلي الإجمالي للفرد دولار أمريكي                 | 4.81 ألف                    | 11.44 ألف                                  |
| مؤشر التنمية البشرية                                      | 0.538                       | 0.721                                      |
| رمز المكالمات الدولي                                      | +92                         | +216                                       |
| رمز الإنترنت                                              | .pk                         | .tn                                        |
| المنطقة الزمنية                                           | ت ع م+05:00                 | ت ع م+01:00، توقيت وسط أوروبا، ت ع م+02:00 |

## منظمات دولية مشتركة
يشترك البلدان في عضوية مجموعة من المنظمات الدولية، منها:
| علم المنظمة | اسم المنظمة                                                | تاريخ انضمام باكستان | تاريخ انضمام تونس |
| ----------- | ---------------------------------------------------------- | -------------------- | ----------------- |
|             | يونسكو                                                     | 14 سبتمبر 1949       | 8 نوفمبر 1956     |
|             | الفريق المعني برصد الأرض                                   | ?                    | ?                 |
|             | مؤسسة التمويل الدولية                                      | 20 يوليو 1956        | 25 يوليو 1962     |
|             | منظمة التعاون الإسلامي                                     | ?                    | ?                 |
|             | المركز الدولي لتسوية المنازعات الاستشارية                  | 15 أكتوبر 1966       | 14 أكتوبر 1966    |
|             | منظمة حظر الأسلحة الكيميائية                               | ?                    | ?                 |
|             | منظمة التجارة العالمية                                     | ?                    | ?                 |
|             | وكالة ضمان الاستثمار متعدد الأطراف                         | 12 أبريل 1988        | 7 يونيو 1988      |
|             | الاتحاد البريدي العالمي                                    | ?                    | ?                 |
|             | الاتحاد الدولي للاتصالات                                   | 26 أغسطس 1947        | 14 ديسمبر 1956    |
|             | منظمة الشرطة الجنائية الدولية                              | ?                    | ?                 |
|             | الأمم المتحدة                                              | 30 سبتمبر 1947       | 12 نوفمبر 1956    |
|             | البنك الدولي للإنشاء والتعمير                              | 11 يوليو 1950        | 14 أبريل 1958     |
|             | المنظمة الهيدروغرافية الدولية                              | ?                    | ?                 |
|             | العملية المشتركة للاتحاد الأفريقي والأمم المتحدة في دارفور | ?                    | ?                 |

## وصلات خارجية
- موقع وزارة الخارجية الباكستانية
- موقع وزارة الخارجية التونسية